# Hàng-Đẫy-Stadion
Das Hàng-Đẫy-Stadion (vietnamesisch Sân vận động Hàng Đẫy), früher Hanoi-Stadion (vietnamesisch Sân vận động Hà Nội), ist ein Fußballstadion mit Leichtathletikanlage in der vietnamesischen Hauptstadt Hanoi. Es dient den Fußballvereinen Viettel FC, Hà Nội FC und der Công An Nhân Dân FC als Heimspielstätte. Die Sportstätte bietet heute 22.500 Sitzplätze. 1998 fanden im Stadion Spiele der Fußball-Südostasienmeisterschaft statt. Neben der Gruppe B und einem Halbfinale wurde hier das Endspiel zwischen Singapur und Vietnam (1:0) ausgetragen. Bis zur Fertigstellung des Mỹ-Đình-Nationalstadion 2003 diente die Anlage als Heimspielstätte der Männer- und Frauen-Fußballnationalmannschaft. Auch 2014 und 2018 war das Hàng-Đẫy-Stadion Spielort der Fußball-Südostasienmeisterschaft.